# IMS 글로벌
IMS 국제 학습 콘소시엄(영어: IMS Global Learning Consortium)은
교육 분야의 기술 발전을 위해 노력하는 국제, 비영리, 회원제 조직이다. 간단히 IMS 글로벌 또는 IMS GLC라고도 한다.

## 같이 보기
- 전자교육
- 무들
- QTI
- 사카이 프로젝트
- 스콤
- 가상 학습 환경